# Ваксман, Юрий Михайлович
Юрий Михайлович Ваксман (17 июня 1961, Тирасполь — 27 марта 2024, Ярославль) — российский актёр театра и кино, продюсер. Заслуженный работник культуры Российской Федерации (2023).

## Биография
Родился 17 июня 1961 года в Тирасполе. Окончил Воронежский театральный институт. Срочную службу проходил в ПВО радиорелейным механиком.
До 1992 года работал в Ярославском ТЮЗе. Открыл возле ТЮЗа бар, затем бар на Кипре, бильярдный зал в Израиле, кафе «Актёр» в Ярославле.
Один из создателей Ярославского камерного театра в 1999 году, являлся его директором и актёром.
Широкую популярность получил в 2014 году благодаря роли Николая Гроссмана «Колюни» в телесериале «Молодёжка».
Скончался 27 марта 2024 года в Ярославле на 63-м году жизни от инфаркта. Церемония прощания прошла 30 марта в Ярославском камерном театре, актёр похоронен на Леонтьевском кладбище.

### Личная жизнь
- Супруга Татьяна — архитектор.
- Двое детей:
  - Дочь Мария — сценарист,
  - Сын Михаил — разработчик компьютерных игр.

## Звания и награды
- Заслуженный работник культуры Российской Федерации (11 февраля 2023 года) — за вклад в развитие отечественной культуры и искусства, многолетнюю плодотворную деятельность[4].
- Благодарность Президента Российской Федерации (25 ноября 2013 года) — за заслуги в области культуры и многолетнюю плодотворную работу[5]
- Знак отличия «За заслуги перед городом Ярославлем» (2024)

## Театральные работы

### Роли, сыгранные в Ярославском камерном театре
- «Интервью» (по пьесе Питера Суэта) — Агент Шэннон
- «Представление трагедии Александра Пушкина „Моцарт и Сальери“ на убогих подмостках конца XX столетия» (по пьесе Леонида Рокотова) — Тот, кто играет Сальери
- «Русский ланч» (по пьесе И. Тургенева «Завтрак у предводителя») — Сусликов Евгений Тихонович, судья
- «Любо?… Дорого!», новелла «Пришелец из Рангуна» — Шарль Мессонье, промышленник
- «Карета святых даров»
- «Дон Кихот. Версия умалишённых» (по пьесе Леонида Рокотова) — Доктор Лэдисон, главный психиатр больницы
- «Весельчаки» (по пьесе «Комики» Нила Саймона) — Алан Люс

## Фильмография

### Актёрская деятельность
- 1990 — Тело — Мальцев, следователь
- 2001 — Мусорщик — эпизод
- 2001 — Сыщики. Чёрт лысый — Семёныч
- 2001 — Общага —
- 2002 — Башмачник — владелец магазина
- 2002 — Олигарх — Бенцион Лазаревич
- 2003 — Инструктор
- 2004 — Боец — Фима Левантович («Бухгалтер»)
- 2004 — Возвращение Титаника 2 — Свищ
- 2004 — МУР есть МУР — Ефимыч, банщик
- 2004 — Рагин — Бочка
- 2004 — Русское — дядя Саша, пациент из «тихой палаты»
- 2005 — Ментовские войны-1 — Владимир Коровин, директор массажного салона «Аэлита», старый приятель Шилова
- 2005 — Подкидной — медэксперт Теплов
- 2005 — Слепой-2 — Куркуль (серия «Русская сталь»)
- 2006 — Азирис Нуна — советник с Юга
- 2006 — Кромъ — ювелир
- 2006 — Молодой Волкодав — Малыга
- 2006 — Тюрьма особого назначения — сотрудник тюрьмы
- 2006 — О любви и прочих неприятностях — Жора
- 2007 — Важнее, чем любовь — хозяин ресторана
- 2007 — Гастролёр — помощник следователя
- 2007 — Комната потерянных игрушек — Толик
- 2007 — Молодой Волкодав — Малыга
- 2007 — Платина — эпизод
- 2007 — По закону притяжения — Тартюф
- 2007 — Экстренный вызов — Заболоцкий
- 2008 — Клоуны — клоун Юра
- 2008 — Морской патруль — бармен
- 2008 — Обитаемый остров — толстяк
- 2008 — Река-море — владелец груза
- 2008 — Экстренный вызов. Криминальная клиника. Пропавший пациент — Заболоцкий
- 2008 — Дачница — Туз
- 2009 — Доки — подполковник
- 2009 — Котовский — владелец ломбарда
- 2009 — Люди добрые — Губарев
- 2009 — Монро — начальник станции
- 2009 — Синдром Феникса — футбольный спонсор
- 2009 — Синдром Феникса — спонсор футбольной команды «Восход»
- 2009 — Вторые (сериал) — портной Самуил Моисеевич
- 2009 — Отряд Кочубея — Самуил Моисеевич, портной
- 2010 — Гидравлика — «Аванс», вор
- 2010 — Дом особого содержания — Пётр Иванович Кислицын, домуправ
- 2010 — Литейный 4 — Берзин
- 2010 — Ярослав. Тысячу лет назад — Будый
- 2010 — Грозное время — посланник
- 2010 — Луч в повороте — Ершов, капитан милиции
- 2011 — Чёрные волки — Гаспар, уголовный авторитет
- 2011 — Земский доктор. Продолжение — цыган
- 2011 — Кладоискатели — Сильвер
- 2011 — Охраняемые лица — Олег Витальевич («Пухлый»), криминальный авторитет
- 2011 — Седьмой (короткометражный) — директор депо
- 2012 — Удача напрокат — Зазулевич
- 2012 — GQ (короткометражный) —
- 2012 — Иван и Толян — Волков
- 2012 — Инспектор Купер — «Мамай», криминальный авторитет
- 2012 — Одиссея сыщика Гурова — Георгий Маврин
- 2012 — Тёмное царство — Рисположенский
- 2012 — Уравнение любви — Виктор Васильевич Панин, адвокат
- 2012 — Фёдоров — декан
- 2013 — Под прицелом — Андрей Егорович Ковалёв
- 2013 — Сокровища О.К. — дирижёр
- 2013 — Умник — Вахтанг Гурамович Евлахишвили, крупный бизнесмен (10-я серия)
- 2013 — Цветы зла — Лев Бронштейн, эксперт-криминалист
- 2013 — Департамент — Иван Соломонович Кац
- 2013 — Земский доктор. Возвращение — ювелир
- 2013 — Фальшивая нота — Игорь Александрович Волынчук, главный режиссёр театра
- 2013 — Шулер — Матвей Иосифович, дантист
- 2013—2016 — Молодёжка — Колюня (Николай Гроссман), помощник Калинина
- 2014 — Марьина роща 2 — Борис Каплан, режиссёр
- 2014 — Метеорит — Олег Васильевич, адвокат
- 2014 — Кодекс чести 7 — Михалыч, директор ресторана
- 2014 — Человек без прошлого — Юрий Иванович
- 2015 — Город — «Чача», криминальный авторитет
- 2015 — Двойная сплошная — Анатолий Геннадьевич Ищенко, мэр
- 2015 — Жизнь только начинается — Иван Иваныч Честных, гинеколог, профессор
- 2015 — Озабоченные, или Любовь зла — дядя Стасик
- 2015 — Пансионат "Сказка", или Чудеса включены — Всеволод Теодорович, шеф-повар
- 2015 — Точки опоры — Валерий Михайлович Борисов, книгоиздатель (3-я серия)
- 2015 — Ника — Сергей Пантелеевич Фельштейн, аферист
- 2015 — Перекрёстки судьбы — Кирьянов
- 2015 — Погружение (короткометражный) —
- 2015 — Украденная свадьба — Алексей Иванович Бурак, хирург
- 2016 — Ночные стражи — Кондаков
- 2016 — Шелест — Мурашов
- 2016 — Штрафник — Борис Валерьянович Филин, администратор московской филармонии
- 2016 — Вижу-знаю — Юрий, редактор
- 2016 — Так поступает женщина — Ростислав Борисович Печёнкин, бизнесмен
- 2017 — Клерк — Анатолий Кузьмич Калинин, хозяин колье
- 2017 — Плохая дочь — Павел Петрович, глава местной администрации
- 2017 — Смертельный номер — Рувим Шульман, бухгалтер
- 2017 — Не в деньгах счастье — Семён Зубов, партнёр Невского
- 2018 — Жёлтый глаз тигра — «Бекон», «вор в законе»
- 2018 — Живая мина — Лев Пантелеевич Соболенко, директор краеведческого музея
- 2018 — Консультант. Лихие времена — Иван Ахметович, криминальный авторитет
- 2018 — Остров обречённых — Марк Антонович Шварц, директор музея-усадьбы
- 2018 — Посольство — Фишер
- 2018 — В Кейптаунском порту — фотограф
- 2018 — Грецкий орешек — Жорик
- 2018 — Танец с саблями — эпизод
- 2018 — Шелест. Большой передел — Мурашов
- 2019 — В кейптаунском порту — фотограф
- 2019 — Куба. Личное дело — Иван Николаевич Филиппов, краевед
- 2019 — Куба — Иван Николаевич Филиппов, краевед
- 2019 — Остров обречённых — Марк Антонович Шварц, директор музея-усадьбы
- 2019 — Ростов — Адам Карлович Янкель, ювелир, скупщик краденого
- 2019 — Чужая стая — «Пан», вор в законе
- 2019 — «По законам военного времени 3» — Яков Иосифович Бланк, член Одесского горкома партии
- 2019 — Женщина в состоянии развода — профессор
- 2021 — Майор Гром: Чумной Доктор — Филипп Зильченко, владелец мусорной свалки
- 2021 — Ни к селу, ни к городу — эпизод
- 2022 — Портной из Бруклина — Ави
- 2022 — Раневская — Фрол Потапович, театральный режиссёр
- 2022 — Один настоящий день — повар
- 2023 — Ангелы района — дядя Гриша
- 2023 — Напарники — Арон Моисеевич

### Работы в качестве продюсера
- Портной из Бруклина (2022)
- Осколки снов (2016)
- Гидравлика (2010)
- Гербарий Маши Колосовой (2010)
- Снег на голову (2009)
- Клоуны (2009)